# Anne Oldfield
Anne Oldfield, född 1683, död 23 oktober 1730, var en engelsk skådespelerska.
Oldfield var från 1699 anställd vid Drury Lane Theatre i London, där hon med sin kvicka och graciösa framställningskonst firade triumfer särskilt i Colley Cibber och John Vanbrughs komedier.